# Oliver Dynham
Oliver Dynham BA (também Denham) (falecido em 1500) foi um cónego de Windsor de 1480 a 1500.

## Carreira
Ele foi nomeado:
- Prebendário de Lichfield 1467
- Arquidiácono de Norfolk 1488
- Arquidiácono de Surrey 1500

Ele foi nomeado para a sétima bancada na Capela de São Jorge, no Castelo de Windsor em 1480 e manteve-a até 1500. O seu testamento foi feito em 22 de abril e provado em 30 de maio de 1500, nomeando o seu irmão John, Lord Denham, como seu herdeiro.